# Terra di nessuno (Eraldo Baldini)
Terra di nessuno è un romanzo di Eraldo Baldini pubblicato nel 2001.

## Trama
Adelmo, Enrico, Martino e Settimio, quattro amici reduci della Grande Guerra, poco dopo la fine del conflitto si recano in una zona isolata dell'Appennino tosco-emiliano per guadagnare un po' di denaro lavorando come carbonai.
Sebbene avvezzi alle privazioni, la vita nei boschi si rivela particolarmente dura per il gruppetto, anche per Settimio che è l'unico montanaro dei quattro. Ad un certo punto essi si rendono conto che attorno a loro c'è qualcosa che li osserva, qualcosa di potenzialmente ostile, ma Settimio esclude che si tratti di lupi, ed i loro nervi iniziano a cedere, ritornando agli stati d'animo provati nella guerra di trincea.
Adelmo, Enrico e Settimio trovano in una capanna i corpi senza vita di altri carbonai, senz'alcun indizio su ciò che possa averli uccisi. Settimio s'incammina con l'asino per andare al campo base, dov'è rimasto Martino, ma non fa più ritorno da Enrico (al quale si riapre una ferita di guerra) e Adelmo (che si sloga una caviglia), rimasti presso i cadaveri.
Una mattina, però, Enrico si sveglia solo: Adelmo pare essersi volatilizzato. Come ultimo superstite, s'incammina armato di un fucile in direzione di contrade abitate, ormai sicuro che i suoi amici sono stati portati via da una presenza maligna, forse uno spirito della guerra o uno spirito dei boschi, e deciso a vendere cara la pelle.

## Edizioni
- Eraldo Baldini, Terra di nessuno, collana Narrativa, Milano, Frassinelli, 2001, ISBN 8876846689.
- Eraldo Baldini, Terra di nessuno, collana Frassinelli paperback. Narrativa, Milano, Frassinelli, 2005, ISBN 9788882748289.
- Eraldo Baldini, Terra di nessuno, in Trilogia del Novecento. Nostra signora delle patate; Terra di nessuno; Mal'aria, collana Super ET, Torino, Einaudi, 2016, ISBN 978-88-06-22151-5.